# Síndrome triploide
Síndrome triploide, también llamado triploidía, es un desorden cromosómico en que un feto tiene tres copias de cada cromosoma en vez del normal que son dos. Si esto ocurre en solo algunas células,  se denomina mosaico genético triploide y es menos severo.
En humanos la mayor parte de los fetos afectados por esta anomalía cromosómica, una de las más comunes, no completa su desarrollo embrionario, produciéndose un aborto espontáneo, y los pocos que llegan a nacer fallecen prematuramente.

## Signos y síntomas

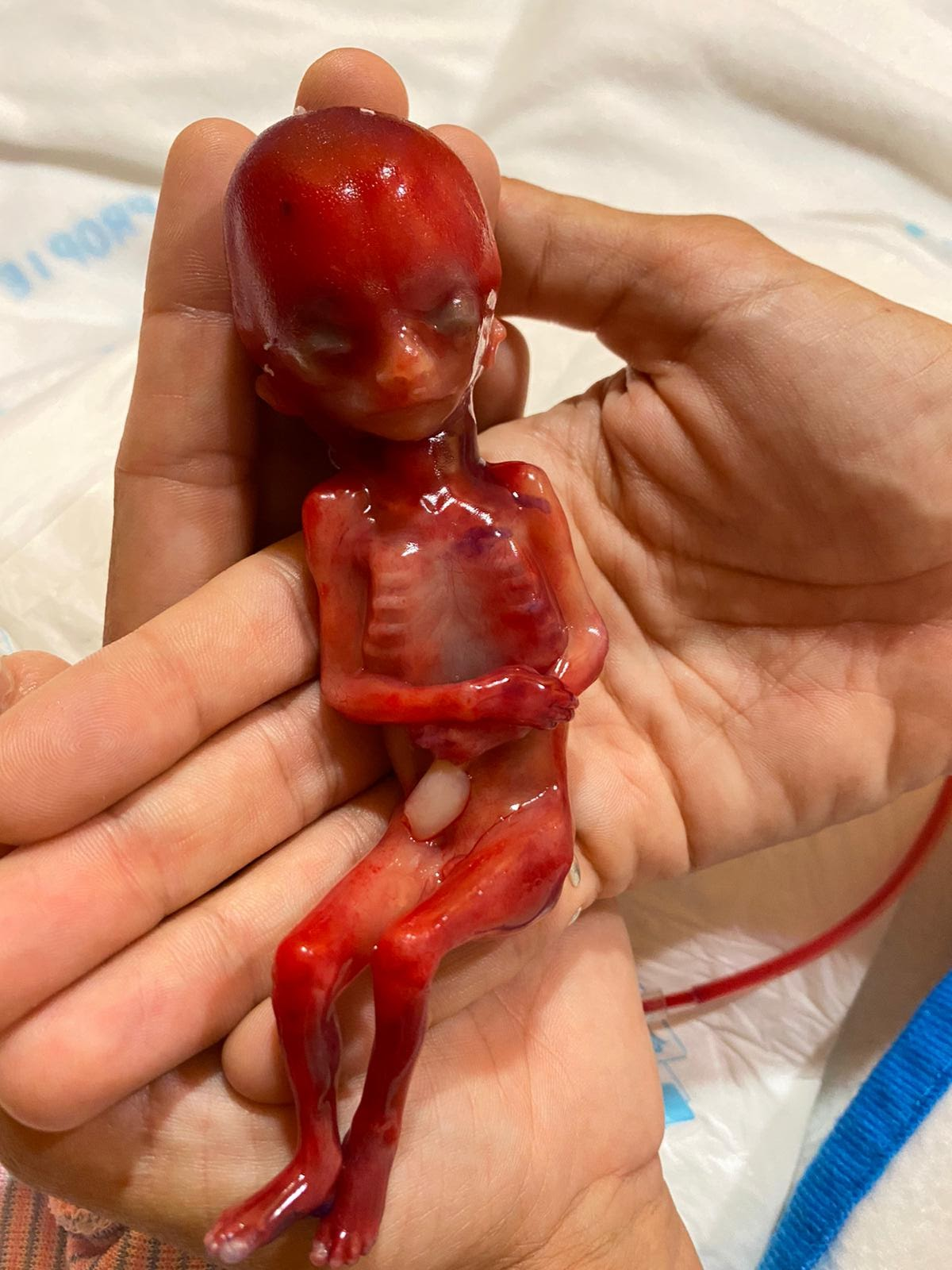
Feto con el síndrome triploide

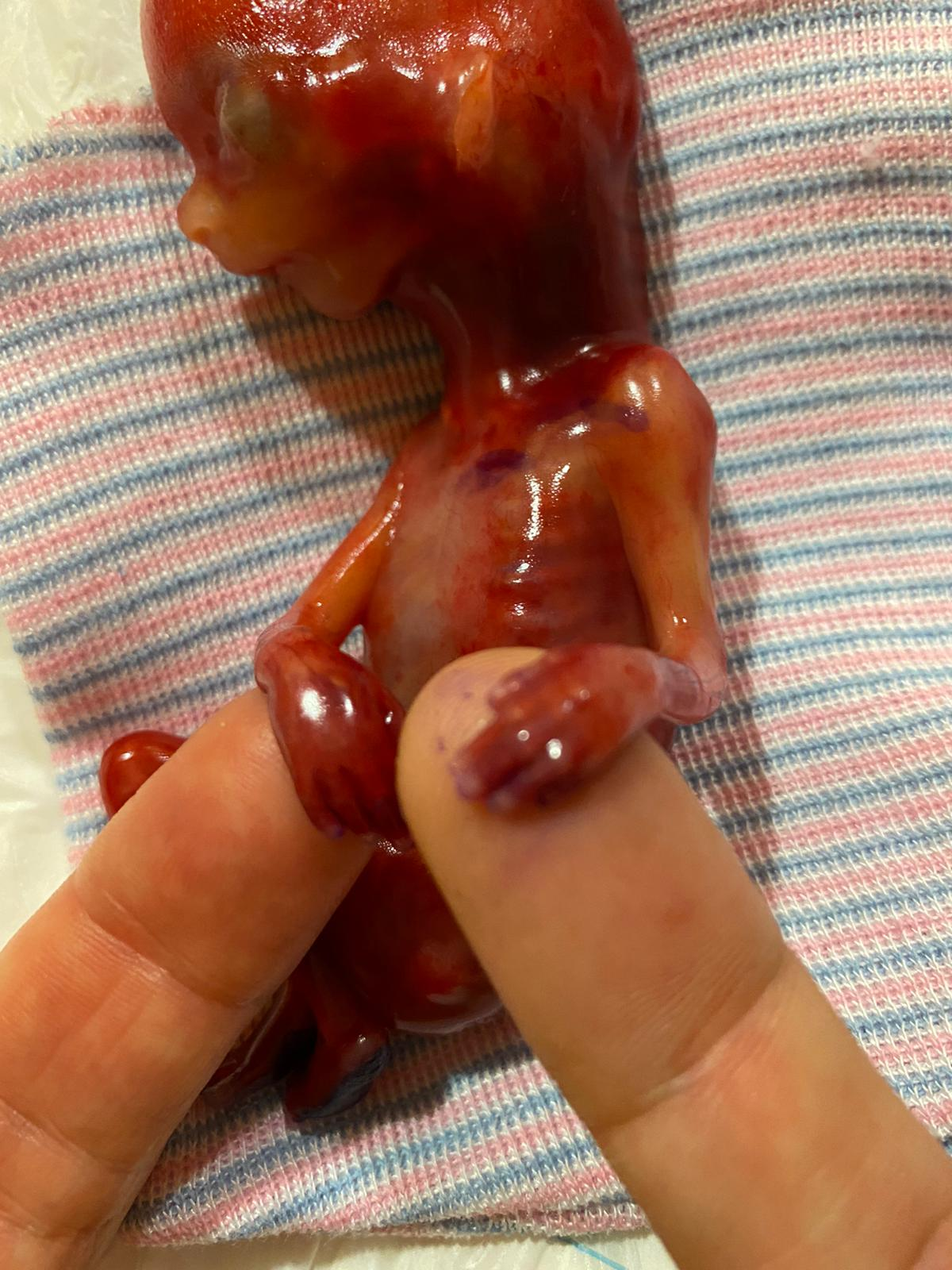
Síndrome triploide

Muchos sistemas de órganos están afectados por la triploidía, pero el sistema nervioso central y el óseo son los más severamente afectados:
El sistema nervioso central padece en triploidía enfermedades que incluyen la: holoprosencefalia, hidrocefalia (cantidad aumentada del fluido dentro del cerebro), ventriculomegalia, malformación de chiari, agenesia del cuerpo calloso y defectos del tubo neuronal.
Las manifestaciones óseas incluyen labio leporino / paladar hendido, hipertelorismo, pie equinovaro y sindactilia de dedos tres y cuatro.
Cardiopatías congénitas, hidronefrosis, onfalocele y meningocele (espina bífida) son también comunes. Higromas quísticos, ocurren pero son poco comunes.
El feto triploide tiene una restricción del crecimiento intrauterino que empieza temprano en el embarazo, aproximadamente a las 12 semanas, y no afecta a la cabeza tan severamente como al cuerpo. Padece de Oligodramnios, que significa niveles bajos de fluido, este factor es común en embarazos con triploidía. La placenta presenta anormalidades comunes en la triploidía. La más frecuente, es la placenta ampliada y puede tener quistes dentro. En algunos casos, la placenta puede ser inusualmente pequeña, habiéndose pausado en su crecimiento.
Durante el primer trimestre, el feto con triploidía tiene un fluido más grueso bajo su piel detrás de su cuello, el cual requiere observación durante el primer y segundo trimestre de gestación. 
La madre, normalmente tendrá niveles altos de proteínas, que incluyen la alfa fetoproteína (AFP) y gonadotropina coriónica humana (hCG). Síntomas que se incluyen pero que se limitan a un hinchamiento, edema, o hipertensión.
Los niños pueden mostrar anormalidades faciales, micrognatia, labio leporino, espina bífida, así como otros nacimientos pueden resultar en complicaciones del riñón, extremidades, y complicaciones del cordón umbilical. Son también tendenciosos a ser más pequeños que un tamaño normal de bebé, un problema que surge mientras el niño es todavía un feto.

## Causas
La triploidía está causado por un conjunto extra de cromosomas.
La triploidía puede resultar de la fertilización de dos espermas a un óvulo (polispermia) se da en un (60%) o de un esperma que fertiliza a un óvulo con dos copias de cada cromosoma y aparece en un (40%). Estos son conocidos como diandrica fertilización y digínica fertilización. Es más probable que los embarazos causados por la fertilización digínica terminen justo antes de que el bebé llegue a término. Los embarazos causados por diandrica resultan en un aborto hacia el primer trimestre.
Otro factor sabido cómo embarazo con mola hidatiforme puede causar triploidía. Es conocido que puede causar una terminación temprana, cáncer, e incluso un segundo embarazo molar.

## Diagnóstico
La triploidía puede dramáticamente elevar los niveles de alfa-fetoproteína. En ecografía obstétrica, las anormalidades del sistema óseo, el sistema nervioso central, corazón, abdomen, y los riñones son visibles en los casos más severos que empiezan en 12-14 semanas de embarazo. Las anormalidades de la placenta se asociaron con un embarazo triploíde deviniendo visible en  las 12-14 semanas. La placentomegalia  o la restricción del crecimiento intrauterino son los hallazgos típicos que impulsan la evaluación de la triploidía, aunque el oligohidramnios puede ser el primer signo en algunos casos. La placentomegalia, no es patogenomónica de triploidía porque, en algunos casos, la placenta envejece.
La triploidía tiene que ser distinguida de la trisomía 13 y trisomía 18, las cuales pueden parecer similares en la ecografía. Los test genéticos permiten un diagnóstico definitivo.
Una muestra de líquido amniótico también puede ser examinado para diagnosticar al 99,99% la triploidía.

## Pronóstico
La mayoría de fetos con triploidía no sobreviven al nacimiento, y los que lo logran normalmente normalmente mueren dentro de días. No hay ningún tratamiento para triploidía, el cuidado paliativo está dado sí una criatura sobrevive al nacimiento. Si la triploidía está diagnosticada durante el embarazo, la interrupción voluntaria es a menudo ofrecida como una opción debido a los riesgos de salud adicionales para la madre (preeclampsia, una afección potencialmente mortal, o un coriocarcinoma, un tipo de cáncer). Si una madre decide tener el embarazo hasta el término o hasta que ocurra el aborto espontáneo, los médicos la controlarán de cerca en caso de que se desarrolle alguna de las afecciones.
La triploidía en mosaico  tiene un pronóstico mejorado, pero las personas afectadas tienen discapacidades cognitivas de moderadas a graves.

## Epidemiología
La triploidía afecta aproximadamente al 1–2% de los embarazos, pero la mayoría aborta en etapas tempranas del desarrollo. Al nacer, los gametos masculinos con triploidía son 1,5 veces más frecuentes que los gametos femeninos.